# NGC 2027
NGC 2027 је расејано звездано јато у сазвежђу Златна риба које се налази на NGC листи објеката дубоког неба.
Деклинација објекта је - 66° 54' 59" а ректасцензија 5h 34m 59,8s. Привидна величина (магнитуда) објекта NGC 2027 износи 11,9. NGC 2027 је још познат и под ознакама ESO 86-SC13.